# Vrana, Cres
Vrana je naselje na hrvaškem otoku Cresu; od mesta Cres je oddaljeno 13 km pruti jugu. Naselje se nahaja nad sladkovodnim Vranskim jezerom. Spada pod mesto Cres; le-ta pa spada pod Primorsko-goransko županijo. Kulturno-zgodovinsko izročilo je na tem predelu zapustilo gotski cerkvi iz 15. stoletja, Sv. Marije in Sv. Roka. V bližini Vrane sta nad obalo jezera še zaselka Stanić in Zbišina (ne zamenjati z naseljem Zbičina). Cesta se od naselja nato nadaljuje proti Osorju (do tja še 20 km). Takoj za naseljem je odcepi cesta proti turističnemu naselju Martinščici.

## Vransko jezero
Ker na obeh otokih (Lošinju in Cresu) ni površinskih vodotokov (izjema je izvirček v vasi Vodice), je Vransko jezero edini vir oskrbe s pitno vodo. Od leta 1953 se s pomočjo črpalk voda dviguje v velik zbirni rezervoar, od koder je speljan vodovod po vsem otoku. Jezero, ki se nahaja v veliki kotanji pod vasjo, je kriptodepresija s površino 5,75 km². V njem se nahaja okoli 200.000.000 m3 vode. Včasih se je domnevalo, da se voda v jezero steka preko podmorskih kraških kanalov iz pogorja Učke, vendar kasnejše hidrokemične raziskave ugotavljajo, da gre za atmosfersko vodo.
Jezero je bogato s sladkovodnimi ribami (jegulje, klini, ščuke, njegovo dno je 61,5 m pod gladino morja njegova povprečna gladina pa je na 13 mnm. Voda se iz Vrane preko poroznih kamnin v manjših količinah na številnih mestih izteka tudi v morje. Dostop do jezera je prepovedan.

## Demografija
| Pregled števila prebivalcev po letih | Pregled števila prebivalcev po letih | Pregled števila prebivalcev po letih | Pregled števila prebivalcev po letih | Pregled števila prebivalcev po letih | Pregled števila prebivalcev po letih | Pregled števila prebivalcev po letih | Pregled števila prebivalcev po letih | Pregled števila prebivalcev po letih | Pregled števila prebivalcev po letih | Pregled števila prebivalcev po letih | Pregled števila prebivalcev po letih | Pregled števila prebivalcev po letih | Pregled števila prebivalcev po letih | Pregled števila prebivalcev po letih |
| ------------------------------------ | ------------------------------------ | ------------------------------------ | ------------------------------------ | ------------------------------------ | ------------------------------------ | ------------------------------------ | ------------------------------------ | ------------------------------------ | ------------------------------------ | ------------------------------------ | ------------------------------------ | ------------------------------------ | ------------------------------------ | ------------------------------------ |
| 1857                                 | 1869                                 | 1880                                 | 1890                                 | 1900                                 | 1910                                 | 1921                                 | 1931                                 | 1948                                 | 1953                                 | 1961                                 | 1971                                 | 1981                                 | 1991                                 | 2001                                 |
| 109                                  | 110                                  | 42                                   | 38                                   | 37                                   | 36                                   | 104                                  | 93                                   | 47                                   | 45                                   | 36                                   | 41                                   | 27                                   | 20                                   | 16                                   |